# Pawpawzaur
Pawpawzaur (Pawpawsaurus) – rodzaj dinozaura z rodziny nodozaurów (Nodosauridae).
Żył w okresie kredy (ok. 100-97 mln lat temu) na terenach Ameryki Północnej. Długość ciała ok. 4,5 m. Jego szczątki znaleziono w USA (w stanie Teksas).